# Andrea Medina Martín
Andrea Medina (Sevilla, 11 de mayo de 2004) es una futbolista española. Juega de lateral izquierdo y su equipo actual es el Atlético de Madrid de la Primera División Femenina de España. Debutó en Primera División con el Betis a la edad de 15 años. Es campeona del Mundo con la selección sub-20 y dos veces de Europa con la selección sub-19 de España. 

## Trayectoria

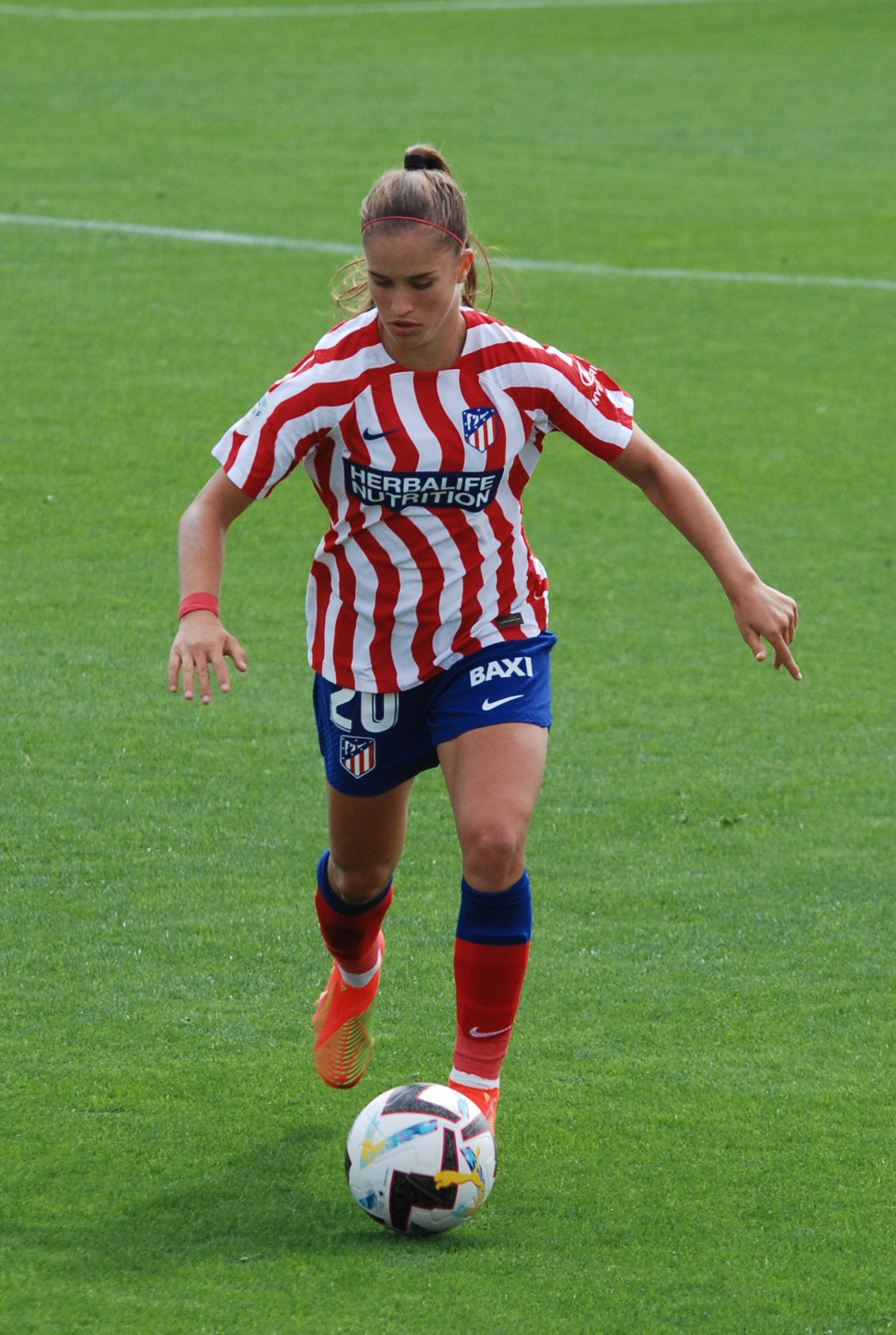
Andrea Medina con el Atlético de Madrid en septiembre de 2022

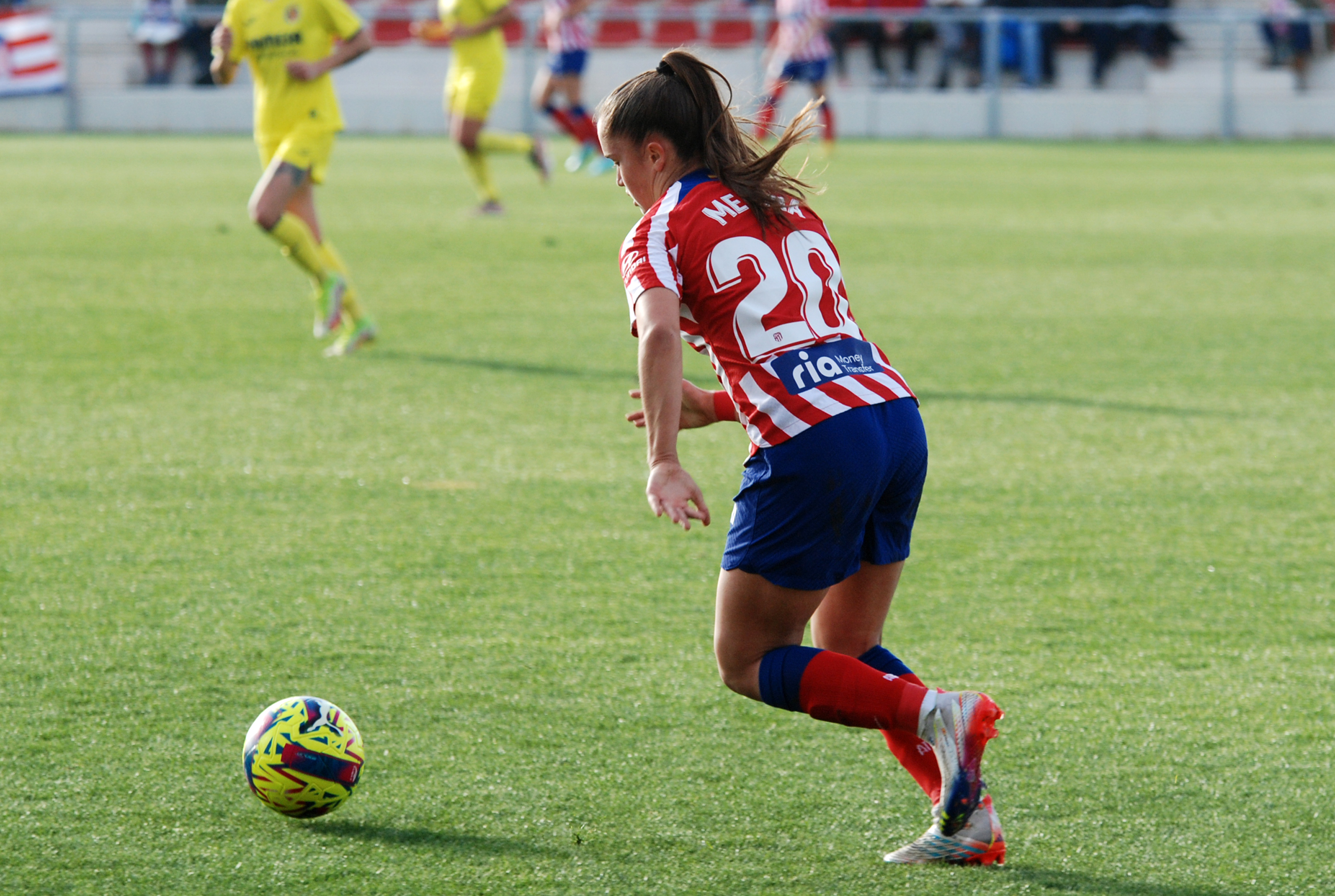
Andrea Medina con el Atlético de Madrid en enero de 2023

Medina empezó a jugar en el equipo de su pueblo, Sanlúcar la Mayor. Luego pasó por las categorías inferiores del Sevilla y por el Camas C. F., donde se proclamó campeona de Andalucía con la selección de Sevilla. María Pry pidió su fichaje para pasar al filial del Real Betis en 2018. En abril de 2019 se proclamó Campeona de España sub-15 con la Selección Andaluza.
Debutó en Primera División el 25 de enero de 2020 ante la Real Sociedad, con tan sólo 15 años. Entró en la convocatoria reemplazando a Paula Perea, sancionada, y sustituyó en el encuentro a Marta Perarnau. En abril de ese mismo año firmó su primer contrato profesional tras destacar con el equipo filial en el Grupo IV de la Primera Nacional. A pesar de su juventud, en la temporada 2020-21 pasó a formar parte del primer equipo y a jugar habitualmente. Disputó 28 partidos y el Betis acabó en la duodécima posición de la liga. El 28 de marzo de 2021 marcó su primer gol ante el Santa Teresa.
La siguiente temporada el Betis acabó en novena posición de liga, y Medina disputó 26 partidos, perdiéndose algunos por un esguince de rodilla, y marcó 2 goles.
En 2022 fichó por el Atlético de Madrid. A pesar de que había terminado contrato con el Betis, el club rojiblanco tuvo que negociar su traspaso debido a que Medina estaba incluida en la lista de compensación, por lo que Carmen Álvarez fue incluida en el acuerdo y fichó por el club verdiblanco. En el anuncio de su fichaje el Atlético de Madrid la definió como «una futbolista que se desempeña como lateral izquierdo, destacando por sus condiciones físicas y por su proyección ofensiva.» Debutó con el club rojiblanco el 17 de septiembre de 2022 en el primer partido de liga ante el Sevilla F.C. con victoria por 1-3, tras sustituir a Hanna Lundkvist en el minuto 70. La Federación Internacional de Historia y Estadística de Fútbol la eligió en el once ideal sub-20 de 2022. El equipo no fue regular durante la temporada y cambió de técnico, acabando en cuarta posición en liga. Medina poco a poco se fue haciendo con la titularidad en el lateral izquierdo. En la Copa de la Reina se clasificaron de forma sólida para la final, en la que se enfrentaron al Real Madrid en el Estadio de Butarque de Leganés y fue titular. El equipo ganó el trofeo en la tanda de penaltis tras remontar un 2-0 adverso en el tiempo de descuento.
En la temporada 2023-24 siguió siendo titular. En el mes de enero cayeron eliminadas en la semifinal de la Supercopa y en el mes de febrero tuvieron varios duelos directos en liga en los que no se obtuvieron buenos resultados y se distanciaron de los puestos de cabeza. Tras la eliminación de Copa en semifinales y un mal resultado liguero Manolo Cano fue destituido y lo sustituyó el entrenador del segundo filial Arturo Ruiz. Encadenaron varias victorias consecutivas y finalmente lograron el objetivo de clasificarse para la Liga de Campeones tras ser terceras en liga.
Disputó la titularidad en la banda izquierda con Rosa Otermín, siendo una u otra la elegida según el momento de cada una en la temporada y el sistema táctico elegido por el entrenador. El Atlético de Madrid, dirigido este año por Víctor Martín, se clasificó para la Liga de Campeones en la última jornada y alcanzó la final de la Copa de la Reina, aunque cayó en la ronda previa de la competición europea y en la semifinal de la Supercopa.

## Selección nacional

### Inicios, Primer Europeo Sub-19 y Mundial sub-20 (2020-2022)
Debutó en febrero de 2020 el Torneo de Desarrollo de la UEFA con la selección sub-16, y marcó su primer gol ante la selección de Dinamarca el 21 de febrero.
Debido a la pandemia por Covid-19 no se disputaron partidos en las categorías inferiores durante una temporada y dio el salto directamente con la selección sub-20 en septiembre de 2021 en un amistoso ante Costa Rica. En octubre del mismo año participó en la Primera Ronda de Clasificación para el Campeonato Europeo Femenino Sub-19,  siendo titular en las tres victorias de la selección española y marcando un gol ante Portugal. En la Ronda 2 jugó en la victoria ante Rumanía y empate ante Países Bajos, que dio el pase a la Fase Final, a disputarse en la República Checa.
Como preparación previa al campeonato disputaron un amistoso ante Italia en el que Medina marcó un gol. Se volvieron a enfrentar a las transalpinas en el primer partido de la fase de grupos, remontando el partido para ganar por 3-1. No participó en la victoria por 5-0 ante las anfitrionas, y dio la asistencia del gol español en el empate a 1 ante Francia para ser primeras de grupo. Ganaron por 1-0 a Suecia en la semifinal, y ganaron el Campeonato Europeo Sub-19 tras vencer a Noruega en la final por 2-1.
Ese mismo verano se proclamó campeona del mundo sub-20 en Costa Rica, siendo titular en todos los encuentros excepto en uno, y dando un pase de gol en la final. El 13 de julio de 2022 fue incluida en la convocatoria de España. Debutó en el primer partido, en el que empataron sin goles ante Brasil. Descansó en el segundo encuentro en el que ganaron por 5-0 ante las anfitrionas, la selección de Costa Rica. Volvió a ser titular en el tercer partido de la fase de grupos en la que ganaron por 3-0 a Australia, y se clasificaron a los cuartos de final como primeras de grupo por diferencia de goles sobre Brasil. En dicha ronda ganaron por 1-0 a México, encuentro en el que fue titular y fue sustituida en el minuto 80 por lesión. Se recuperó rápidamente y jugó completa la semifinal. Ganaron por 2-1 a Países Bajos. En la final, en la que ganaron por 3-1 a la Japón dio el pase del segundo gol español.

### Segundo Europeo sub-19 y debut en la selección sub-23 (2022-2023)
En octubre de 2022 participó en Escocia en la Ronda 1 del Campeonato Europeo sub-19 de 2023, donde fue titular en la victoria por 6-0 ante las anfitrionas, y en el 2-0 sobre Finlandia, clasificándose para la siguiente ronda. En la Ronda 2 salió desde el banquillo en la victoria ante Bielorrusia (8-0), fue titular y marcó un gol contra Eslovenia (6-0) y volvió a ser titular de nuevo ante Inglaterra (1-0), clasificándose para la fase final del torneo.
En la ronda final, que se disputó en Bélgica, fue titular en los cinco partidos disputados. En la fase de grupos lograron la victoria por 3-0 sobre Islandia, perdieron por 2-0 ante Francia, y ganaron por 7-0 sobre la República Checa. Con estos resultados se clasificaron para las semifinales como segundas de grupo y lograron una plaza para el Mundial. En el partido de semifinales ganaron por 1-0 ante Países Bajos, y en la final ganaron en la tanda de penaltis a Alemania, con lo que se proclamó campeona de Europa por segundo año consecutivo. Al finalizar el campeonato Andrea Medina fue elegida en el Equipo del Torneo.
El 21 de septiembre de 2023 debutó con la selección sub-23 en un amistoso ante Portugal.

## Estadísticas

### Clubes
Actualizado al último partido jugado el 7 de junio de 2025.
| Club                        | Div.             | Temporada        | Liga  | Liga  | Liga   | Copas nacionales | Copas nacionales | Copas nacionales | Copas internacionales | Copas internacionales | Copas internacionales | Total | Total | Total  | Media goleadora |
| Club                        | Div.             | Temporada        | Part. | Goles | Asist. | Part.            | Goles            | Asist.           | Part.                 | Goles                 | Asist.                | Part. | Goles | Asist. | Media goleadora |
| --------------------------- | ---------------- | ---------------- | ----- | ----- | ------ | ---------------- | ---------------- | ---------------- | --------------------- | --------------------- | --------------------- | ----- | ----- | ------ | --------------- |
| Real Betis · España         |                  |                  |       |       |        |                  |                  |                  |                       |                       |                       |       |       |        |                 |
| 1.ª                         | 2019-20          | 1                | 0     | 0     | -      | -                | -                | -                | -                     | -                     | 1                     | 0     | 0     | -      |                 |
| 1.ª                         | 2020-21          | 28               | 1     | 2     | -      | -                | -                | -                | -                     | -                     | 28                    | 1     | 2     | 0.04   |                 |
| 1.ª                         | 2021-22          | 26               | 2     | 3     | 2      | 0                | 0                | -                | -                     | -                     | 28                    | 2     | 3     | 0.07   |                 |
| Total Real Betis            | Total Real Betis | 55               | 3     | 5     | 2      | 0                | 0                |                  |                       |                       | 57                    | 3     | 5     | 0.05   |                 |
| Atlético de Madrid · España | 1.ª              | 2022-23          | 24    | 0     | 0      | 4                | 0                | 1                |                       |                       |                       | 28    | 0     | 1      | -               |
| Atlético de Madrid · España | 1.ª              | 2023-24          | 25    | 0     | 1      | 2                | 0                | 0                |                       |                       |                       | 27    | 0     | 1      | -               |
| Atlético de Madrid · España | 1.ª              | 2024-25          | 26    | 0     | 1      | 5                | 0                | 0                | 1                     | 0                     | 0                     | 32    | 0     | 1      | -               |
| Atlético de Madrid · España | Total At. Madrid | Total At. Madrid | 75    | 0     | 2      | 11               | 0                | 1                | 1                     | 0                     | 0                     | 87    | 0     | 3      | -               |
| Total carrera               | Total carrera    | Total carrera    | 130   | 3     | 7      | 13               | 0                | 0                | 1                     | 0                     | 0                     | 144   | 3     | 8      | 0.02            |
| 1. 2. 3.                    |                  |                  |       |       |        |                  |                  |                  |                       |                       |                       |       |       |        |                 |

### Selección
Actualizado al último partido jugado el 1 de junio de 2025.
| Selecciones | Año           | Continental(4) | Continental(4) | Continental(4) | Mundial | Mundial | Mundial | Amistosos (5) | Amistosos (5) | Amistosos (5) | Total | Total | Total  | Media goleadora |  |
| Selecciones | Año           | Part.          | Goles          | Asist.         | Part.   | Goles   | Asist.  | Part.         | Goles         | Asist.        | Part. | Goles | Asist. | Media goleadora |  |
| --- | ------------- | -------------- | -------------- | -------------- | ------- | ------- | ------- | ------------- | ------------- | ------------- | ----- | ----- | ------ | --------------- |  |
| Sub-16 | 2020          | -              | -              | -              | -       | -       | -       | 3             | 1             | 0             | 3     | 1     | 0      | 0.33            |  |
| Sub-16 | Total         |                |                |                |         |         |         | 3             | 1             | 0             | 3     | 1     | 0      | 0.33            |  |
| Sub-19 | 2021          | 3              | 1              | 0              | -       | -       | -       |               |               |               | 3     | 1     | 0      | 0.33            |  |
| Sub-19 | 2022          | 8              | 0              | 1              | -       | -       | -       | 1             | 1             | 0             | 9     | 1     | 1      | 0.11            |  |
| Sub-19 | 2023          | 8              | 1              | 0              | -       | -       | -       | 4             | 0             | 0             | 12    | 1     | 0      | 0.08            |  |
| Sub-19 | Total         | 19             | 2              | 1              |         |         |         | 5             | 1             | 0             | 24    | 3     | 1      | 0.12            |  |
| Sub-20 | 2021          | -              | -              | -              |         |         |         | 2             | 0             | 0             | 2     | 0     | 0      | -               |  |
| Sub-20 | 2022          | -              | -              | -              | 5       | 0       | 1       | 4             | 0             | 1             | 9     | 0     | 1      | -               |  |
| Sub-20 | 2024          | -              | -              | -              |         |         |         | 2             | 1             | 0             | 2     | 1     | 0      | 0.50            |  |
| Sub-20 | Total         |                |                |                | 5       | 0       | 1       | 8             | 1             | 1             | 13    | 1     | 1      | 0.08            |  |
| Sub-23 | 2023          | -              | -              | -              | -       | -       | -       | 4             | 0             | 1             | 4     | 0     | 1      | -               |  |
| Sub-23 | 2024          | -              | -              | -              | -       | -       | -       | 1             | 0             | 0             | 1     | 0     | 0      | -               |  |
| Sub-23 | 2025          | -              | -              | -              | -       | -       | -       | 6             | 0             | 0             | 6     | 0     | 0      | -               |  |
| Sub-23 | Total         |                |                |                |         |         |         | 11            | 0             | 1             | 11    | 0     | 1      |                 |  |
| Total carrera | Total carrera | 19             | 2              | 1              | 5       | 0       | 1       | 27            | 3             | 2             | 51    | 5     | 3      | 0.10            |  |
| |               |                |                |                |         |         |         |               |               |               |       |       |        |                 |  |
| (4) Se incluyen Campeonatos Europeos y sus fases de Clasificación. (5) Sólo se incluyen partidos contra selecciones nacionales. |               |                |                |                |         |         |         |               |               |               |       |       |        |                 |  |

#### Participaciones en Mundiales
| Competición     | Categoría | Sede       | Resultado | Partidos | Goles |
| --------------- | --------- | ---------- | --------- | -------- | ----- |
| Mundial de 2022 | Sub-20    | Costa Rica | Campeona  | 5        | 0     |
| Total           | –         | –          | –         | 5        | 0     |

#### Participaciones en Eurocopas
| Competición         | Categoría | Sede            | Resultado | Partidos | Goles |
| ------------------- | --------- | --------------- | --------- | -------- | ----- |
| Europeo Sub-19 2022 | Sub-19    | República Checa | Campeona  | 4        | 0     |
| Europeo Sub-19 2023 | Sub-19    | Bélgica         | Campeona  | 5        | 0     |
| Total               | –         | –               | –         | 9        | 0     |

## Palmarés

### Campeonatos internacionales
| Título         | Equipo              | Sede            | Año  |
| -------------- | ------------------- | --------------- | ---- |
| Europeo Sub-19 | Selección de España | República Checa | 2022 |
| Mundial Sub-20 | Selección de España | Costa Rica      | 2022 |
| Europeo Sub-19 | Selección de España | Bélgica         | 2023 |

### Campeonatos nacionales
| Título           | Club               | País   | Año     |
| ---------------- | ------------------ | ------ | ------- |
| Copa de la Reina | Atlético de Madrid | España | 2022-23 |

### Distinciones individuales
| Distinción                                     | Año  |
| ---------------------------------------------- | ---- |
| Mejor once Sub-20 femenino del año según IFFHS | 2022 |
| Equipo del Campeonato Europeo sub-19           | 2023 |
| Mejor once Sub-20 femenino del año según IFFHS | 2023 |